# Miconia ascendens
Miconia ascendens es una especie de planta con flor en la familia de las Melastomataceae. Es endémica de  Ecuador.

## Distribución y hábitat
Es un arbusto, bejuco o liana endémica de los Andes de Ecuador, donde se le conoce sólo desde el 1944 por una colección original al este del Volcán Cayambe. El espécimen fue probablemente recogido en el actual Reserva Ecológica Cayambe-Coca, pero no se sabe nada de la situación actual de la población. Ningún ejemplar de esta especie se encuentra en museos ecuatorianos. Aparte de la destrucción del hábitat, no se conocen amenazas específicas.

## Taxonomía
Miconia ascendens fue descrita por Wurdack y publicado en Brittonia 9(2): 106. 1957.
Etimología
Miconia: nombre genérico que fue otorgado en honor del botánico catalán Francisco Micó.
ascendens: epíteto latíno que significa "ascendente"